# Manfred Spitzer

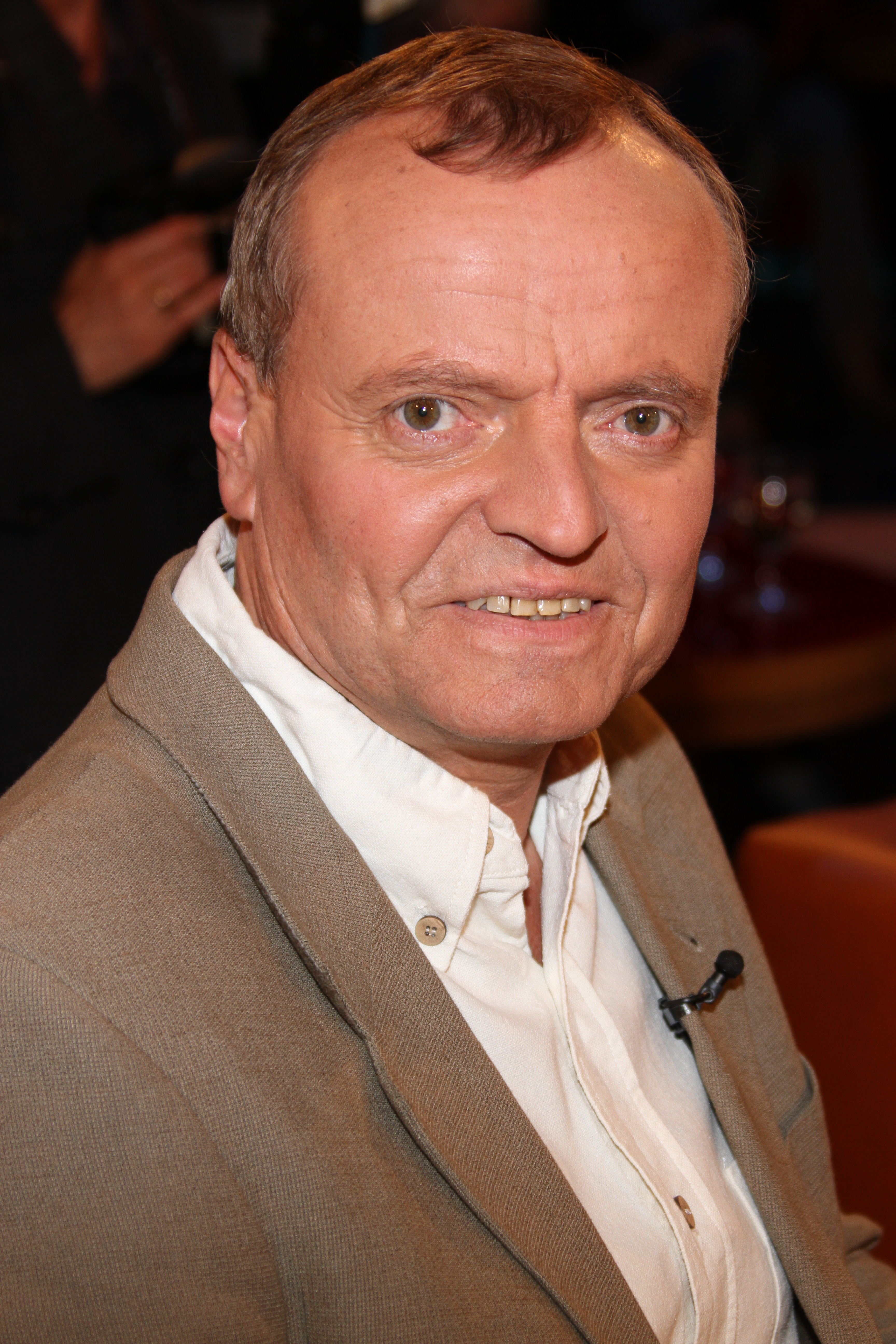

Manfred Spitzer (Otzberg, 27 mei 1958) is een Duits psychiater, filosoof en auteur gekend van de tv-reeks Geist & Gehirn. Door zijn boek Digitale Demenz en de controversiële uitspraak dat nieuwe media en internet kinderen dommer maken is zijn mediabekendheid toegenomen.

## Biografie
Spitzer studeerde geneeskunde, filosofie en psychologie aan de Albert Ludwigs universiteit van Freiburg. Na het afstuderen in 1983 in de geneeskunde en in 1985 in de psychologie specialiseerde hij zich tot 1989 als psychiater.
Hij werkte vervolgens tussen 1990 en 1997 bij het Psychiatrisch Universitair Ziekenhuis in Heidelberg.  
Vanaf 1997 werkt hij voor de universiteit van Ulm waar een nieuwe psychiatrische afdeling werd opgericht. Hij is er momenteel professor en sinds 1998 directeur van de psychiatrische universitaire campus en ziekenhuis te Ulm.
Hij was tevens gastprof aan de universiteiten van Harvard en de Oregon.
Hij is getrouwd en heeft 6 kinderen.

## Publicaties (selectie)[2]
Media (selectie)
- Geist & Gehirn (Geest en hersenen) (2004-2012) tv-reeks van 194 afleveringen in 12 delen verschenen.[3]
- Wie Kinder denken lernen ( 2010)
- Wie Erwachsene denken und lernen (2011)

Boeken (selectie)
- Geist im Netz (1996)
- Ketchup und das kollektive Unbewusste (2001) Reeks Geschichten aus der Nervenheilkunde
- Lernen. Gehirnforschung und die Schule des Lebens. (2002)
- Musik im Kopf: Hören, Musizieren, Verstehen und Erleben im neuronalen Netzwerk (2002)
- Selbstbestimmen. Gehirnforschung und die Frage: Was sollen wir tun? (2003)
- Frontalhirn an Mandelkern ( 2005) Reeks Geschichten aus der Nervenheilkunde
- Vorsicht Bildschirm! Elektronische Medien, Gehirnentwicklung, Gesundheit und Gesellschaft (2005)
- Gott-Gen und Großmutterneuron (2006) Reeks Geschichten aus der Nervenheilkunde,
- Mozarts Geistesblitze: Wie unser Gehirn Musik verarbeitet (2006)
- Vom Sinn des Lebens: Wege statt Werke (2007) Reeks Geschichten aus der Nervenheilkunde,
- Von Liebesbriefen und Einkaufszentren. Meditationen im und über den Kopf. (2008) Reeks Geschichten aus der Nervenheilkunde
- Medizin für die Bildung. Ein Weg aus der Krise. (2010)
- Nichtstun, Flirten, Küssen und andere Leistungen des Gehirns. (2011)
- Digitale Demenz. Wie wir uns und unsere Kinder um den Verstand bringen. (2012)
- Heinz Janisch, Carola Holland: Tom und der König der Tiere (2012)
- Heinz Janisch, Susanne Wechdorn: Mein Freund, der Rasenmäher ( 2012)